# Nuseibeh

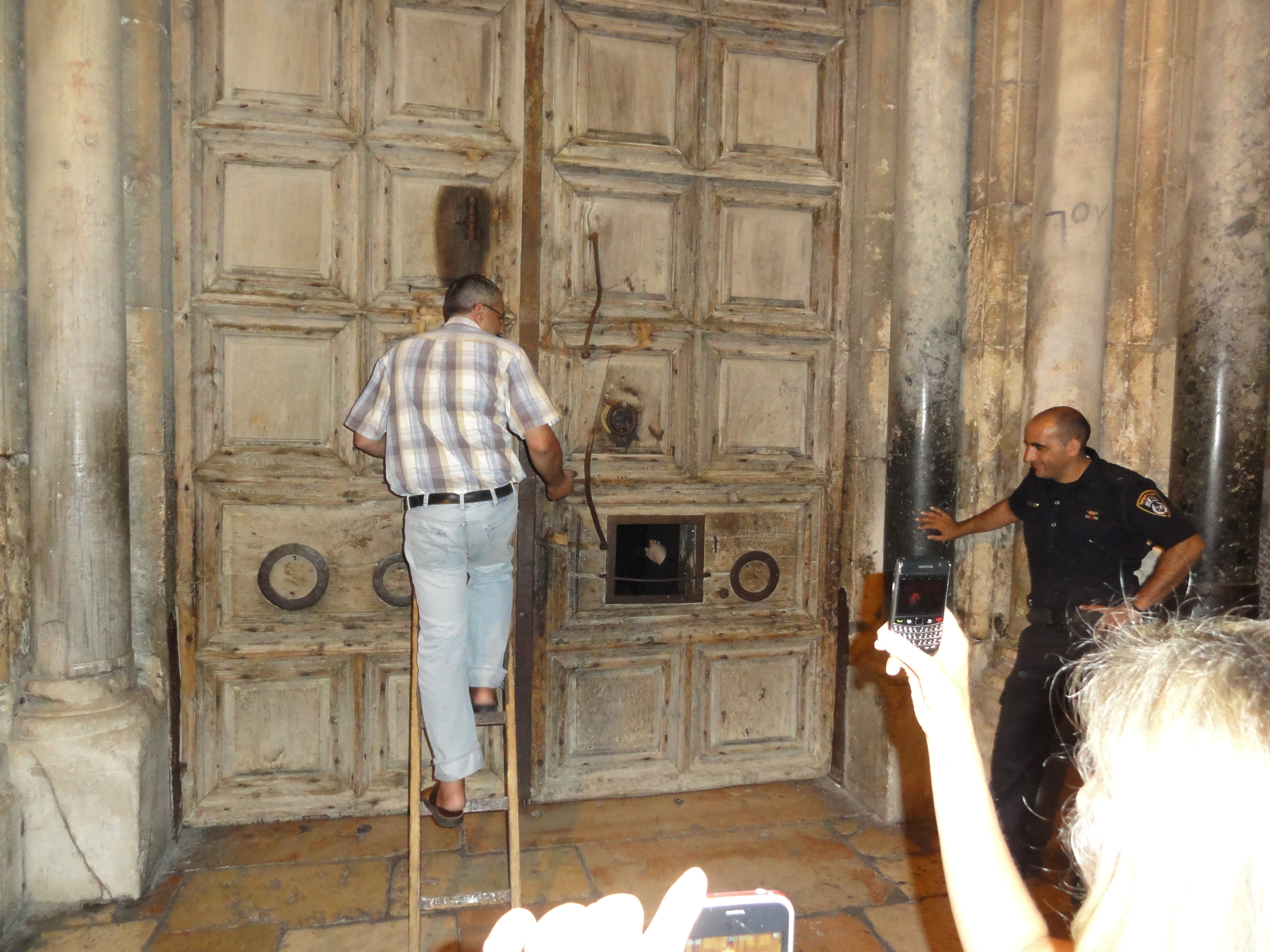
La chiusura della porta da parte della famiglia Nuseibeh

La famiglia Nuseibeh (in arabo عائلة نسيبة‎?; anche detta Nusaibah, Nusaybah, Nussaiba o Nusseibeh)  è una storica casata araba di Gerusalemme. I Nuseibeh sono noti per essere, assieme alla famiglia Judeh (o Ghudayya), responsabile della custodia dell'ingresso della Basilica del Santo Sepolcro.

## Storia
Le chiavi del Santo Sepolcro vennero affidate a questa famiglia dal Sultano Ajub, nel 1244. I Nuseibeh, pertanto, avrebbero dovuto curare l'apertura e la chiusura della porta per permettere l'accesso ai fedeli cristiani. Inoltre le due famiglie custodi riscuotevano anche la tassa per poter entrare nel luogo sacro, da un banco in pietra collocato al lato dell'ingresso. Nel 1831, tale tributo venne cancellato da Ibrāhīm Pascià.